# Langkloof
Il Langkloof è una lunga valle sudafricana situata tra le province del Capo Occidentale e del Capo Orientale.

## Geografia
La valle si estende longitudinalmenye per una lunghezza totale di circa 160 chilometri in maniera parallela alla costa, dalla quale è separata dai monti Tsitsikamma.